# 이란력
이란력(Iranian calendars) 또는 페르시아력은 이란에서 2000년 넘게 사용된 일련의 역법이다. 인류 역사상 가장 연대가 긴 기록들 가운데 하나인 이란력은 행정, 기후, 종교 목적에 맞추기 위해 역사적으로 여러 차례 수정되었다. 현대의 이란력은 현재 이란에서 공식 상용력이다. 

## 역사
아케메네스 제국 때부터 고대 페르시아의 달력으로 쓰였으며, 팔라비 제국 시절에 다시 이란의 공식 달력으로 채용되었다. 이란력은 이슬람교의 선지자 무함마드가 메카에서 메디나로 천도한 622년을 원년으로 삼았다. 이후 1976년 모하마드 레자 팔라비가 이란 민족주의 부흥의 일환으로 키루스 대제가 바빌론에 입성한 해를 원년으로 삼았으나, 이란 혁명 이후 다시 622년을 원년으로 삼아 현재까지 이어지고 있다.

## 구성
| 월 | 이란력         | 이란력     | 이란력     | 의미                                         | 시기        | 일수      |
| 월 | 발음           | 페르시아어 | 로마자     | 의미                                         | 시기        | 일수      |
| 1  | 파르바딘       | فروردین    | Farvardīn  |                                              | 춘분 ~ 곡우 | 31일      |
| 2  | 오르디베헤슈트 | اُردیبهشت   | Ordībehešt |                                              | 곡우 ~ 소만 | 31일      |
| 3  | 호르더드       | خرداد      | Khordād    |                                              | 소만 ~ 하지 | 31일      |
| 4  | 티르           | تیر        | Tīr        | 시리우스, 혹은 페르시아어로 수성을 뜻함      | 하지 ~ 대서 | 31일      |
| 5  | 모르더드       | مرداد      | Mordād     |                                              | 대서 ~ 처서 | 31일      |
| 6  | 샤흐리바르     | شهریور     | Shahrīvar  |                                              | 처서 ~ 추분 | 31일      |
| 7  | 메흐르         | مهر        | Mehr       | 미트라, 혹은 페르시아어로 태양을 뜻함        | 추분 ~ 상강 | 30일      |
| 8  | 어번           | آبان       | Ābān       | 물                                           | 상강 ~ 소설 | 30일      |
| 9  | 어자르         | آذر        | Āzar       | 불                                           | 소설 ~ 동지 | 30일      |
| 10 | 데이           | دی         | Dey        | 아후라 마즈다, 혹은 페르시아어로 목성을 뜻함 | 동지 ~ 대한 | 30일      |
| 11 | 바흐만         | بهمن       | Bahman     |                                              | 대한 ~ 우수 | 30일      |
| 12 | 에스판드       | اسفند      | Esfand     |                                              | 우수 ~ 춘분 | 29일/30일 |

음력인 이슬람력과 달리 태양력으로 구성되어 있다. 각 월의 이름은 조로아스터교의 신이나 천사에서 이름을 따 왔다. 4년마다 한번씩 윤년이 있다. 윤년마다 마지막 월인 에스판드 월의 경우, 하루가 더 추가되어 30일이 된다.

## 주요 절기
- 노루즈

파르바딘 월 1일로, 동아시아 문화권에서의 춘분과 일치한다. 문자 그대로 해석을 하면 노(새로운) + 루즈(날)로 이루어져, 새로운 날을 뜻한다. 페르시아인들은 낮이 밤보다 길어지기 시작하는 춘분을 새해의 시작으로 보았다. 현대 이란에서도 가장 큰 명절로, 약 2주일을 쉰다. 노루즈에는 행운을 불러 일으키는 7개의 물건을 제사상에다 올려두고 한 해의 행복을 기원하는 제사를 지낸다.
- 샤베 얄더

데이 월 1일로, 동아시아 문화권에서의 동지와 일치한다. 해석을 하면 샤베(밤) + 얄더(탄생)으로, 탄생의 밤을 뜻한다. 동지는 해가 가장 짧은 날이자 한편으로 해가 처음으로 길어지기 시작하는 날로, 여러 문화권에서 기념한 날이다. 이 날에는 생명을 뜻하는 붉은색 과일을 먹는다.
- 챠허르샴베 수리

새해가 시작되기 전 마지막 화요일에서 수요일 사이의 밤에 일어지는 축제로, 조로아스터교에서 비롯되었다. 챠허르샴베는 페르시아어로 수요일을 뜻하며, 수리는 불 혹은 빛을 뜻한다. 이 날 밤 모닥불을 뛰어 넘으며 '자르디예 만 아즈 토, 소르키예 토 아즈 만'(노란 것은 나로부터 너에게, 붉은 것은 너로부터 나에게)라고 외치며, 액운을 뜻하는 노란색을 쫓아내고 행운을 뜻하는 붉은색을 받아들인다는 의미를 가지고 있다.

## 같이 보기
- 이슬람력
- 아시리아력
- 히브리력
- 바빌로니아력
- 루미력